# Улица Володарского (Иркутск)

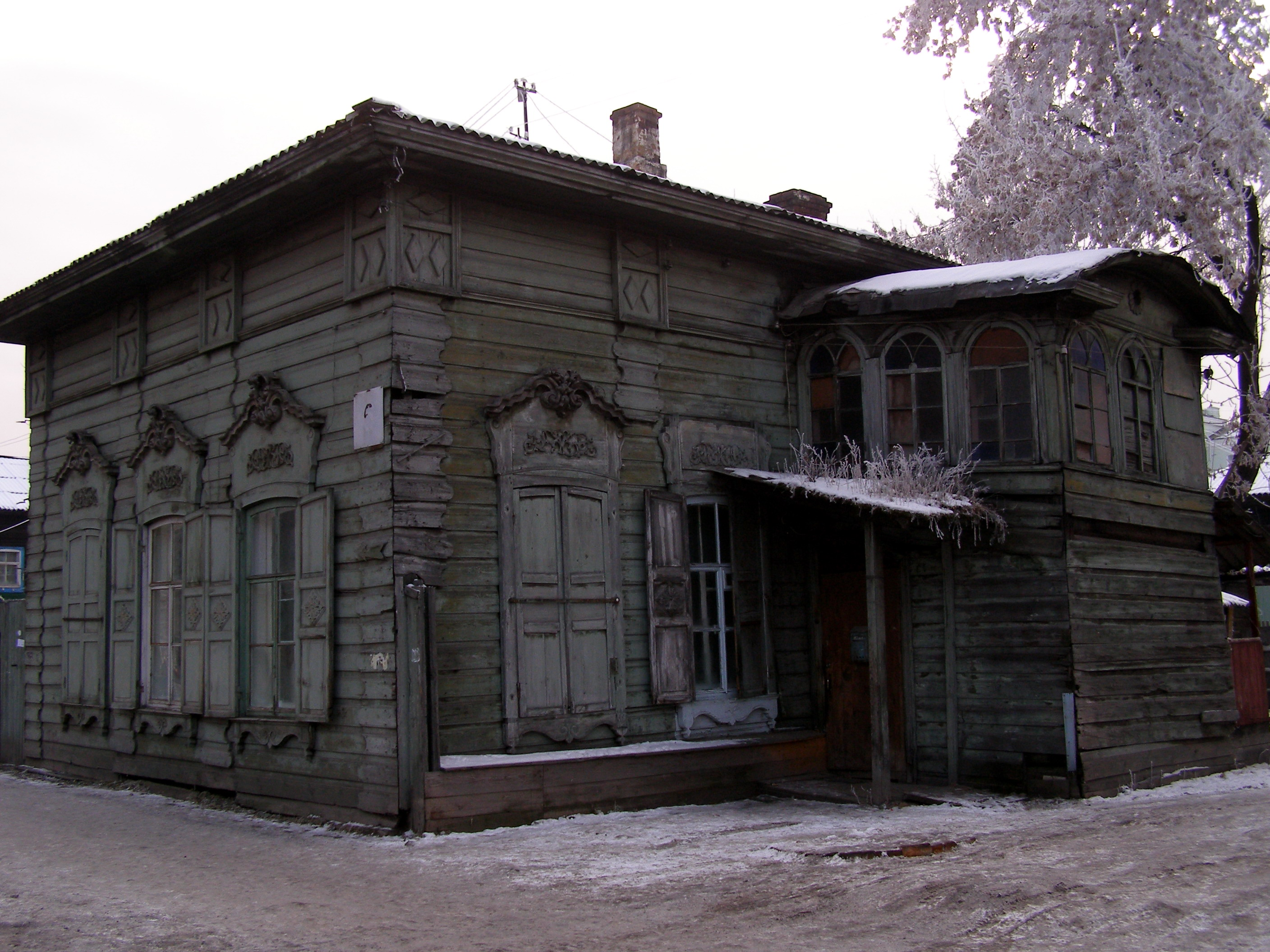
Усадьба Соколовских-Крениц — памятник архитектуры, расположенный на улице Володарского.

Улица Волода́рского (бывшая Благове́щенская) — улица в Правобережном округе города Иркутска, одна из центральных и старейших улиц города. Расположена в историческом центре между параллельными ей улицами Чехова и Карла Либкнехта, начинается от пересечения с улицей Карла Маркса, заканчивается пересечением с улицей Дзержинского.
В 1758 году на средства иркутского купца Ивана Бечевина была заложена первая каменная Благовещенская церковь. В 1888 году на средства иркутских купцов Тельных С. И., Дунаева А. Ф., Котельникова И. С. была заложена вторая каменная четырёхпрестольная Благовещенская церковь. Строительство было окончено в 1890 году. Улица получила название по имени церкви и стала называться — Благовещенской.
В 1920 году Благовещенская улица была переименована в улицу Володарского.
В 2009 году на улице Володарского появились аншлаги с её историческим названием.